# Rio Chi
O rio Chi (em tailandês:  แม่น้ำชี)  é o maior rio que flui totalmente dentro da Tailândia. Tem um comprimento de 765 km, mas com um volume de água inferior ao rio Mun, o segundo maior rio inteiramente tailandês.